# Josemi Rodríguez-Sieiro
José Miguel Rodríguez-Sieiro y Rodríguez-Vila (Vigo, 28 de enero de 1950) es un comunicador español, conocido por sus apariciones en programas del corazón y prensa rosa.

## Biografía
José Miguel Rodríguez-Sieiro y Rodríguez-Vila, nació en la ciudad de Vigo, provincia de Pontevedra, el 28 de enero de 1950. Siendo hijo de José Manuel Rodríguez Sieiro y de María Marcela Rodríguez-Vila y Rico. Cursó estudios de bachillerato en el Colegio Labor de Vigo y en el Colegio Estudio de Madrid, estudió Derecho en la Universidad Complutense de Madrid.
Tras dedicarse a diversos negocios relacionados con el petróleo, la medicina y la droguería a través de la Clínica Maqueibrus de Montreux, encauzó posteriormente su actividad profesional hacia la prensa rosa y amarilla.
Colaborador habitual desde entonces de los medios audiovisuales, comenzó su andadura en este terreno en los años 1991, en Antena 3 Radio, en el programa de Miguel Ángel García-Juez, comentando la actualidad social.
En 1992 da el salto a la televisión para participar en la tertulia sobre crónica social de Pasa la vida, el programa conducido por María Teresa Campos en las mañanas de Televisión española. A partir de ese momento se vincula profesionalmente con la periodista malagueña, a la que acompaña igualmente en sus espacios de TV Día a día (1996-2002) en Telecinco y Cada día (2004-2005).
Otras incursiones en la pequeña pantalla incluyen colaboraciones en los espacios A la carta (2004) y Mirando al mar (2004), ambos de Antena 3 y Territorio comanche (2006-2008), los dos últimos presentados por Cristina Tárrega.
Desde 2004 hasta 2015 interviene en el programa Herrera en la onda de Onda Cero, conducido por el periodista Carlos Herrera y con anterioridad, con Marta Robles, también en Onda Cero. Desde 2015 hasta 2018 lo hace en Más de uno, con Juan Ramón Lucas y desde 2018 en el mismo programa, con Carlos Alsina.
Sus intervenciones se realizan exactamente a las 11:09 (intervención corta) y a las 12:09 (más larga) de lunes a jueves, aunque durante el mes de agosto se realiza una única intervención de 20 minutos a las 11:09. 
En enero de 2005, recibió el Micrófono de Oro por su labor en la radio.[cita requerida]
En septiembre de 2009 recibe la Antena de Oro por sus trabajos radiofónicos.[cita requerida]
En 2005 ha publicado Cuestión de estilo, una guía sobre buenas maneras que contenía una falta de ortografía, en la edición de bolsillo, en cada uno de los encabezados de las páginas del libro.
En 2009 publica Cuestión de ricos. Un repaso hacia el mundo de los "ricos" que incluye situaciones que supuestamente se dan en ese mundo, y reflexiones como "que los señores van en coche y el resto en metro".